# Schelopugino (Transbaikalien)
Schelopugino (russisch Шелопу́гино) ist ein Dorf (selo) in der Region Transbaikalien in Russland mit 3274 Einwohnern (Stand 14. Oktober 2010).

## Geographie
Der Ort liegt etwa 280 km Luftlinie östlich der Regionshauptstadt Tschita südlich des Borschtschowotschnygebirges. Er befindet sich vorwiegend am linken Ufer der Onon-Nebenflusses Unda.
Schelopugino ist Verwaltungszentrum des Rajons Schelopuginski. Das Dorf ist Sitz der Landgemeinde Schelopuginskoje selskoje posselenije, zu der außerdem die Dörfer Banschtschikowo (10 km südöstlich), Kuprjakowo (4 km nördlich) und Malyschewo (14 km südöstlich) gehören.

## Geschichte
Das Dorf wurde 1782 erstmals als von Umsiedlern aus dem westlichen Teil des Russischen Reichs gegründeter Ort erwähnt. Ab 1926 gehörte Schelopugino zum Schidkinski rajon, der 1953 im Baleiski rajon aufging; 1961 wurde es Verwaltungssitz eines eigenständigen Rajons.

### Bevölkerungsentwicklung
| Jahr | Einwohner |
| ---- | --------- |
| 1939 | 2268      |
| 1959 | 2106      |
| 1970 | 3296      |
| 1979 | 3999      |
| 1989 | 4199      |
| 2002 | 3571      |
| 2010 | 3274      |

Anmerkung: Volkszählungsdaten

## Verkehr
Schelopugino liegt an der Regionalstraße 76A-008 (früher auf diesem Abschnitt R429), die Sretensk, wo sich die nächstgelegene Bahnstation befindet, mit Nertschinski Sawod verbindet und weiter über den Argun in die Volksrepublik China führt. In Schelopugino zweigt die neuere Straße 76K-009 Richtung Balei ab.